# بوثيدونغ
بوثيدونغ (بالبورمية ဘူးသီးတောင် မြို့)، هي مدينة في ولاية أراكان (راخين)، في الجزء الغربي من ميانمار (بورما). وهي المقر الإداري لبلدة بوثيدونغ . تقع على الضفة الغربية لنهر مايو ، وشهدت فيضانات شديدة في يونيو 2010 ويوليو 2011. تبعد بوثيدونغ عن منغدو  16 ميلًا . وترتبط هاتان المدينتان بنفقان عبر جبال مايو التي بنيت في 1918.2017.
وخلال الاشتباكات التي حصلت في  ولاية راخين الشمالية في الفترة 2016-2017 ، أفيد بأن ثلاثة من مراكز الشرطة في بوثيدونغ محاطة بمتمردين من الروهينغيا. ونتيجة لذلك  قامة القوات الحكومية وبالأشتراك مع ميلشيات بوذية متطرفة بتهجير  الروهينغيا من المنطقة حتى أصبحت شبه فارغة من السكان.

## أعلام
- نور أحمد
- محمد عبد الغفار
- شمس أنوار الحق